# Tetjana Rud'
Tetjana Rud' (in ucraino Тетяна Рудь?; 5 dicembre 1977) è un'ex biatleta ucraina.

## Biografia
In Coppa del Mondo ottenne il primo risultato di rilievo il 7 dicembre 1996 a Östersund (72ª) e l'unico podio il 28 febbraio 1999 a Lake Placid (2ª).
In carriera prese parte a un'edizione dei Campionati mondiali, Kontiolahti/Oslo 1999 (5ª nella staffetta il miglior risultato).

## Palmarès

### Mondiali juniores
- 1 medaglia:
  - 1 oro (individuale a Forni Avoltri 1997)

### Coppa del Mondo
- Miglior piazzamento in classifica generale: 60ª nel 2000
- 1 podio (a squadre[1]):
  - 1 secondo posto